# ゴーファー・ステート級貨物揚搭能力強化型輸送艦
ゴーファー・ステート級貨物揚搭能力強化型輸送艦(Gopher State class crane ship)は、アメリカ海軍の輸送艦。荷役能力が貧弱な港湾で迅速な揚搭を行うために右舷に巨大なツインクレーン2組と艦載艇5隻を持ち1070TEUの積載能力を持つ。
アメリカン・エクスポート・ イスブランセン社のシーウィッチ級として就役していたC5-S-73b型コンテナ船を購入し改装したうえで、1987年.1988年に相次いで就役した。
事前集積艦として全艦、海上輸送司令部（Military Sealift Command）で任務についている。

## 同型艦
- ゴーファー・ステート (SS Gopher State, T-ACS-4) 旧Export Leader
- フリッカーテイル・ステート (SS Flickertail State, T-ACS-5) 旧Lightning
- コーンハスカー・ステート (SS Cornhusker State, T-ACS-6) 旧Stag Hound